# Ken Saro-Wiwa
Kenule "Ken" Beeson Saro- Wiwa (10. listopada 1941. – 10. studenog 1995.), nigerijski pisac, novinar, televizijski producent i aktivist za okoliš.
Rodio se u mjestu Bori, delta rijeke Niger. Potječe iz naroda Ogoni, etničke skupine u Nigeriji.
Odrastao je u poligamnom anglikanskom kućanstvu, i istaknuo se kao jako dobar učenik. Završivši studije, jedno vrijeme je bio zaposlen kao docent na Sveučilištu u Lagosu.
Upustio se u politiku, postavši predsjednik Pokreta za preživljavanje naroda Ogoni. Za svoj narod borio se protiv svakoga, svim mogućim sredstvima.Bio je protiv secesioničke države Biafre tijekom Nigerijskog građanskog rata. U svom najpoznatijem djelu, romanu Sozaboy:Roman na lošem engleskom Ken nam priča o korupciji i pokroviteljstvu tadašnjeg nigerijskog vojnog režima. U romanu su prikazani i doživljaji naivnog dječaka koji se našao usred građanskog rata.
Tijekom 1980-ih godina na važan politički položaj imenovao ga je tadašnji diktator Ibrahim Babangida, no Ken je brzo dao ostavku nezadovoljan IBB-ovom politikom.
Kad je na vlast došao zloglasni general Sani Abacha, on se pobunio protiv eksploatacije nafte na zemlji njegovog naroda.
U mirnom prosvjedu je okupio 300. 00 ljudi, polovicu svog naroda, zbog čega se Shell povukao.
Abacha ga je često zlostavljao, uhićivao i bacao u zatvor.
Optužen je za razne izmišljene zločine, zajedno s još osam osoba. Njihovi branitelji su odustali od slučaja pa se nitko nije čudio kad su proglašeni krivima.
Ipak, nitko nije mogao ni zamisliti da će kazne vješanja biti izvršene. Ken je svojim mučeništvom postao najpoznatiji primjer stradanja tijekom režima. Objesio ga je sam Abacha. Nigerija je pretrpila niz sankcija zbog tog čina.